# José Mouzinho de Albuquerque
José Mouzinho de Albuquerque   (Porto, 27 de desembre de 1885 - 8 d'agost de 1965) va ser un militar i genet portuguès que va competir durant la dècada de 1920.
Fou coronel de cavalleria, comandant de la Guarda Nacional Republicana, de la Legió Portuguesa i del 7è Regiment de cavalleria, així com agregat militar a l'ambaixada de Portugal a París i Director de la Fàbrica de Pólvora de Barcarena.
El 1924 va prendre part en els Jocs Olímpics de París, on va disputar dues proves del programa d'hípica. En el concurs de salts d'obstacles per equips, formant equip amb António Borges i Hélder de Souza Martins, guanyà la medalla de bronze, mentre en el concurs de salts d'obstacles individual fou dissetè, sempre amb el cavall Hetrugo. Quatre anys més tard, als Jocs d'Amsterdam, fou quart en el concurs de salts d'obstacles per equips i dinovè en concurs de salts d'obstacles individual, amb el cavall Hebraico.